# Mistrzostwa Śródziemnomorskie w Zapasach 2018
VII Mistrzostwa śródziemnomorskie w zapasach rozgrywane były w Algierze, w dniach 29 – 31 marca 2018, w Mohamed Boudiaf Olympic Complex. W zawodach wzięło udział 230 sportowców z 11 krajów.

## Tabela medalowa
Gospodarz zawodów został zaznaczony kolorem.
| Poz. | Państwo    |    |    |    | Łącznie |
| ---- | ---------- | -- | -- | -- | ------- |
| 1    | Algieria   | 11 | 13 | 5  | 29      |
| 2    | Tunezja    | 8  | 4  | 6  | 18      |
| 3    | Grecja     | 4  | 7  | 5  | 16      |
| 4    | Francja    | 3  | 1  | 0  | 4       |
| 5    | Egipt      | 1  | 0  | 1  | 2       |
| 6    | Portugalia | 0  | 1  | 0  | 1       |
|      | Syria      | 0  | 1  | 0  | 1       |
| 8    | Serbia     | 0  | 0  | 1  | 1       |
|      | Łącznie    | 27 | 27 | 18 | 72      |

## Rezultaty

### Mężczyźni

#### Styl klasyczny
| Konkurencja         | Złoto                 | Srebro                | Brąz                |
| Kategoria do 55 kg  | Abdelkarim Fergat     | Dimitrios Alexandrous | ----                |
| Kategoria do 60 kg  | Abdennour Laouni      | Antonio Cabral        | ---                 |
| Kategoria do 63 kg  | Mohamed Chrif Naanaa  | Radwane Tarhouni      | Dimitrios Kouplidis |
| Kategoria do 67 kg  | Ishak Ghaiou          | Abdulkarim Al-Hasan   | Soleymen Nasr       |
| Kategoria do 72 kg  | Tarik Aziz Bin Isa    | Jeorjos Sotiriadis    | Žarko Velimirović   |
| Kategoria do 77 kg  | Akram Budżamalin      | Wael Selmi            | Firas Khalifa       |
| Kategoria do 82 kg  | Chawki Doulache       | Ghaieth Hannachi      | ----                |
| Kategoria do 87 kg  | Bachir Sidazara       | Adam Budżamalin       | Mohamed Missaoui    |
| Kategoria do 97 kg  | Michalis Josifidis    | Hamza Haloui          | Amine Guennichi     |
| Kategoria do 130 kg | Konstantinos Fotiadis | Nikolaos Leon         | Hichem Kouchit      |

#### Styl wolny
| Konkurencja        | Złoto               | Srebro                  | Brąz                 |
| Kategoria do 57 kg | Salaheddine Kateb   | Abdelhak Kherbache      | Farouk Jelassi       |
| Kategoria do 61 kg | Mathlouthi Chedli   | Panagiotis Ioakeimidis  | Gaceme Yahia El-Hadi |
| Kategoria do 65 kg | Quentin Sticker     | Kaireddine Ben Telili   | Amar Laissaoui       |
| Kategoria do 70 kg | Chemsedine Bouchaib | Nikolaos Aruzmanidis    | Fares Lakel          |
| Kategoria do 74 kg | Konstandinos Gotsis | Aleksandros Tsandikidis | Mohamed Boudraa      |
| Kategoria do 86 kg | Imed Kaddidi        | Mohamed Alioaut         | Ilias Kydros         |
| Kategoria do 92 kg | Muhammad as-Sadawi  | Youcef Benhagouga       | Christos Samartsidis |
| Kategoria do 97 kg | Mohamed Fardj       | Dimitrios Akritidis     | Christoforos Lizidis |

- Tunezyjczyk Ayoub Barraj (79 kg) i Jorgos Jeorjadis z Grecji (125 kg), byli jedynymi zgłoszonymi zawodnikami w swojej kategorii i ich złotych medali nie wliczono do tabeli medalowej.

### Kobiety

#### Styl wolny
| Konkurencja        | Złoto                    | Srebro         | Brąz                        |
| Kategoria do 50 kg | Sara al-Hamidi           | Félicia Gallo  | Nada Madani Aszur Abd Allah |
| Kategoria do 53 kg | Marwa Mizjan             | Randija Harcha | ----                        |
| Kategoria do 55 kg | Siwar Bousetta           | Rayane Houfaf  | ----                        |
| Kategoria do 57 kg | Chulud al-Auni           | Theleli Galou  | ----                        |
| Kategoria do 59 kg | Sonia Baudin             | Chaima Aouisse | Anastasia Chafousidou       |
| Kategoria do 65 kg | Nur al-Dżaldżali         | Lina Khellal   | ----                        |
| Kategoria do 68 kg | Pauline Lecarpentier     | Amel Hammiche  | Rihem Ayari                 |
| Kategoria do 72 kg | Samar Amir Ibrahim Hamza | Houria Boukrif | ----                        |
| Kategoria do 76 kg | Ekaterini Irini Pitsiawa | Drifa Arezki   | ----                        |

- Tunezyjka Fatma Inoubli nie walczyła w walce finałowej po wycofaniu się jej rywalki. Jej złotego medalu nie wliczono do tabeli medalowej.

## Łącznie medale w latach: 2010-2018
| Poz.    | Państwo            |     |     |     | Łącznie |
| 1       | Turcja             | 38  | 20  | 16  | 74      |
| 2       | Hiszpania          | 23  | 18  | 22  | 63      |
| 3       | Grecja             | 18  | 27  | 40  | 85      |
| 4       | Algieria           | 16  | 21  | 12  | 49      |
| 5       | Serbia             | 15  | 13  | 28  | 56      |
| 6       | Francja            | 10  | 11  | 16  | 37      |
| 7       | Tunezja            | 10  | 8   | 8   | 26      |
| 8       | Chorwacja          | 8   | 5   | 5   | 18      |
| 9       | Portugalia         | 5   | 2   | 2   | 9       |
| 10      | Egipt              | 4   | 6   | 7   | 17      |
| 11      | Monako             | 3   | 1   | 9   | 13      |
| 12      | Włochy             | 1   | 7   | 6   | 14      |
| 13      | Syria              | 1   | 4   | 4   | 9       |
| 14      | Albania            | 1   | 2   | 2   | 5       |
| -       | Macedonia Północna | 1   | 2   | 2   | 5       |
| 16      | Czarnogóra         | 0   | 3   | 5   | 8       |
| 17      | Cypr               | 0   | 2   | 0   | 2       |
| 18      | Maroko             | 0   | 1   | 3   | 4       |
| 19      | Słowenia           | 0   | 1   | 0   | 1       |
| 20      | Malta              | 0   | 0   | 1   | 1       |
| Łącznie | Łącznie            | 154 | 154 | 188 | 496     |